# Alexander Berkman
Alexander Berkman, ursprungligen Ovsej Osipovitj Berkman (ryska: Овсей Осипович Беркман), född 21 november 1870 i dåvarande Vilna, guvernementet Vilna i Kejsardömet Ryssland (nuvarande Vilnius i Litauen), död 28 juni 1936 i Nice i Frankrike, var en anarkist och författare. 

## Biografi

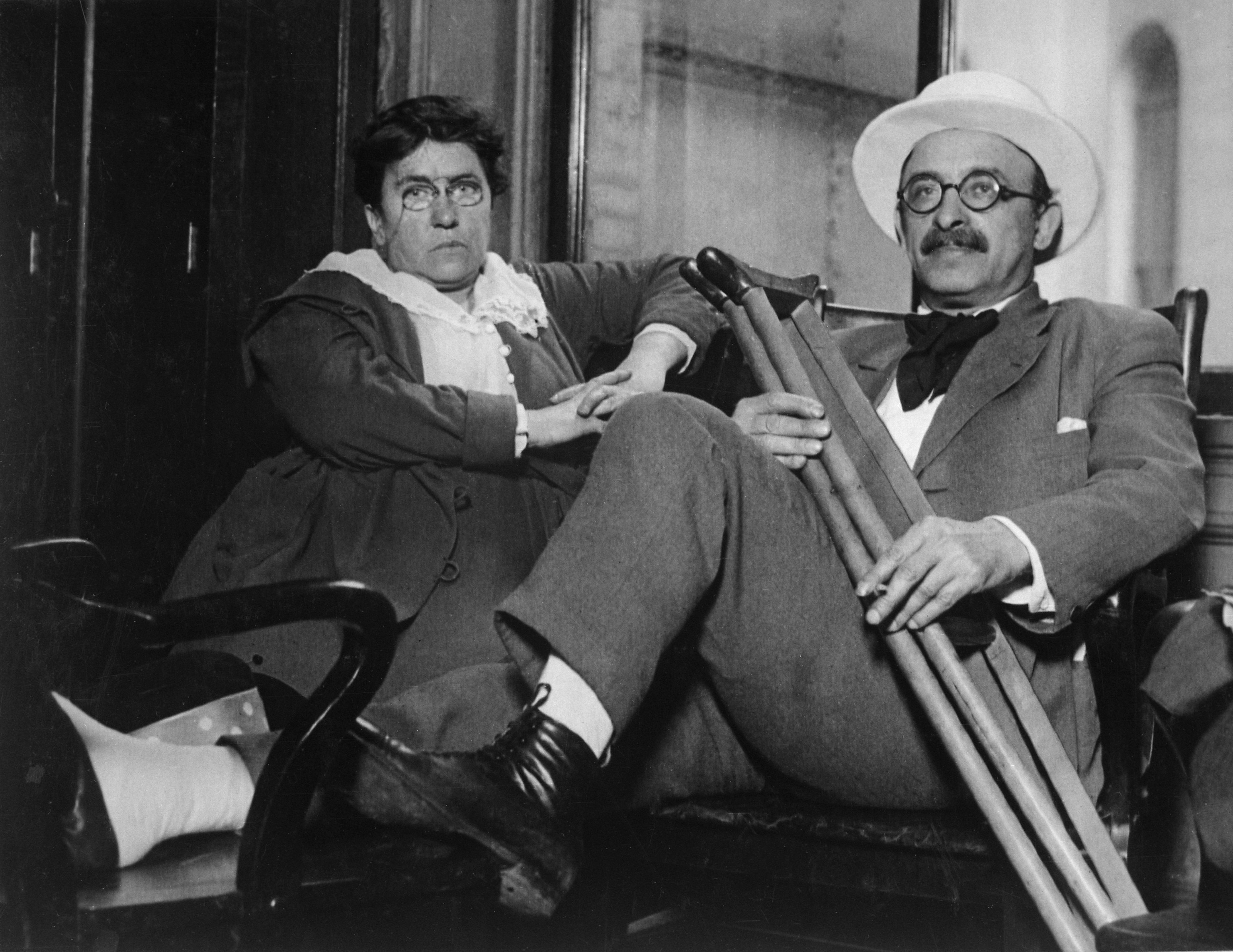
Emma Goldman och Alexander Berkman 1917.

Berkman emigrerade från Ryssland till USA 1888 och deporterades tillbaka till Ryssland 1919, varifrån han mer eller mindre tvingades fly två år senare. Han levde sina sista två årtionden som flykting i Riga, Stockholm, Berlin, Paris och Nice. Under sina 31 år i USA gjorde han sig känd som en stridbar politisk agitator och betraktades som en samhällsfarlig individ. Drygt hälften av sina år i USA satt Berkman i fängelse. Första gången mellan 1892 och 1906 efter ett misslyckat attentat mot en företagsledare och andra gången 1917–1919 för antimilitaristisk propaganda. Berkman var livskamrat med Emma Goldman, med vilken han delade många levnadsöden.

## Bibliografi i urval

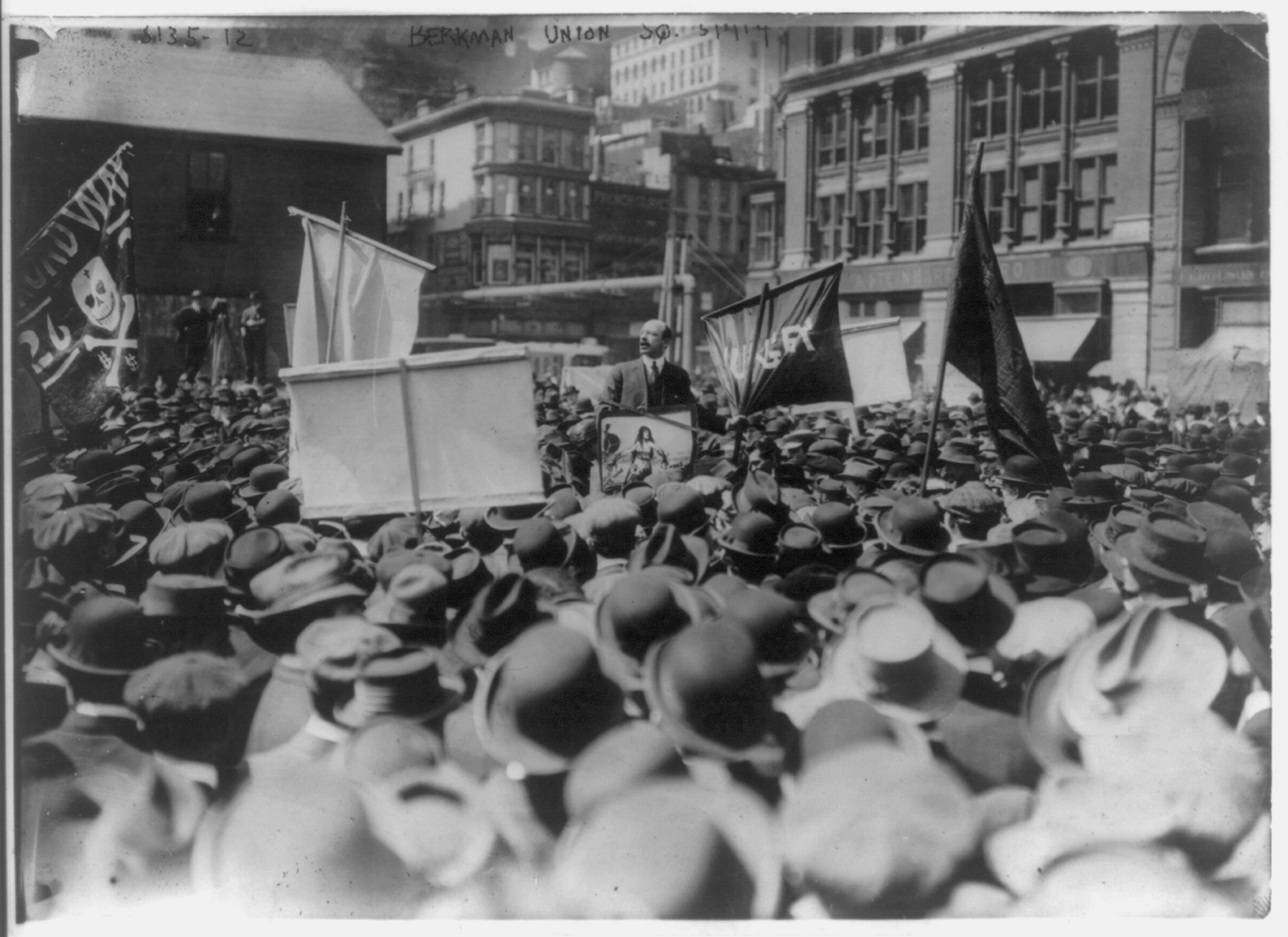
Alexander Berkman vid ett Första maj-tal, 1914 på Union Square i New York.